# 그로마이어 작곡상
그로마이어 작곡상은 매년 현대 서양 고전 음악 작곡가의 특정 작품에 대해 주는 상이다. 20만달러의 상금과 함께 준다. 서양 고전 음악 작곡가에게 가장 영예로운 상 중 하나이다.

## 수상자
- 1985년 - 비톨트 루토스와프스키
- 1986년 - 죄르지 리게티
- 1987년 - 해리슨 버트위슬
- 1989년 - 치나리 웅
- 1990년 - 조앤 타워
- 1991년 - 존 코릴리아노
- 1992년 - 크시슈토프 펜데레츠키
- 1993년 - 카렐 후사
- 1994년 - 다케미쓰 도루
- 1995년 - 존 애덤스
- 1996년 - 이반 체레프닌
- 1997년 - 사이먼 베인브리지
- 1998년 - 탄둔
- 2000년 - 토마스 아데스
- 2001년 - 피에르 불레즈
- 2002년 - 에런 제이 커니스
- 2003년 - 카이야 사리아호
- 2004년 - 진은숙
- 2005년 - 조지 촌타키스
- 2006년 - 죄르지 쿠르타그
- 2007년 - 서배스천 커리어
- 2008년 - 피터 리버슨
- 2009년 - 브렛 딘
- 2010년 - 요르크 횔러
- 2011년 - 루이 안드리센
- 2012년 - 에사페카 살로넨
- 2013년 - 미셸 판 데르 아
- 2014년 - 주로 지브코비치
- 2015년 - 볼프강 림
- 2016년 - 한스 아브라함센
- 2017년 - 앤드류 노먼
- 2018년 - 벤트 쇠렌센
- 2019년 - 요엘 본스
- 2021년 - 량레이
- 2022년 - 올가 노이비르트
- 2023년 - 줄리언 앤더슨
- 2024년 - 알렉산드라 브레발로브